# 이상준 (가수)
이상준(영문: Lee Sang-jun,  출생: 1949년 1월 12일 ~ )는 대한민국의 트로트 가수이다.

## 개요
이상준은  청주시에서 활동하는 트로트 가수이다. 청주 육거리시장 근처에서 노래교실을 운영하고 있다.

## 데뷔
- 1996년

## 앨범
- 2012.06.28. EP(미니) 앨범 《사랑의 계절》  (장르: 트로트),  수록곡 <사랑의 계절>, <인생길>, <사랑의 여정>[1]